# SN 2008cc
SN 2008cc – supernowa typu Ia odkryta 24 kwietnia 2008 roku w galaktyce E107-G04. W momencie odkrycia miała maksymalną jasność 16,00m.